# HD 153053
HD 153053 è una stella bianca nella sequenza principale di magnitudine 5,65 situata nella costellazione dell'Altare. Dista 165 anni luce dal sistema solare.

## Osservazione
Si tratta di una stella situata nell'emisfero celeste australe. La sua posizione è fortemente australe e ciò comporta che la stella sia osservabile prevalentemente dall'emisfero sud, dove si presenta circumpolare anche da gran parte delle regioni temperate; dall'emisfero nord la sua visibilità è invece limitata alle regioni temperate inferiori e alla fascia tropicale. La sua magnitudine pari a 5,6 la pone al limite della visibilità ad occhio nudo, pertanto per essere osservata senza l'ausilio di strumenti occorre un cielo limpido e possibilmente senza Luna.
Il periodo migliore per la sua osservazione nel cielo serale ricade nei mesi compresi fra maggio e settembre; nell'emisfero sud è visibile anche per gran parte della primavera, grazie alla declinazione boreale della stella, mentre nell'emisfero sud può essere osservata limitatamente durante i mesi estivi boreali.

## Caratteristiche fisiche
La stella è una bianca nella sequenza principale; possiede una magnitudine assoluta di 2,13 e la sua velocità radiale negativa indica che la stella si sta avvicinando al sistema solare.
HD 153053 ha una compagna di magnitudine 12,0 a 20,1 secondi d'arco di distanza, tuttavia questa potrebbe trovarsi solo sulla linea di vista con la Terra e non essere gravitazionalmente legata alla principale.
Un eccesso di emissione nell'infrarosso suggerisce la presenza di un disco circumstellare attorno alla stella, alla distanza di 49 UA da essa.